# Мічурінець (платформа)
Мічурінець — зупинний пункт/пасажирська платформа Київського напрямку та маршруту  МЦД-4.  Московської залізниці у місті Москва. Перша платформа на території Нової Москви на цьому напрямку.
Платформа розташована у Москві, на території поселення Внуковське Новомосковського адміністративного округу. 
Розташована за 21 км SW від Москва-Пасажирська-Київська. Час руху електропотягом від Москва-Пасажирська-Київська — 28-30 хвилини. 
Колишня назва платформи — 21 км.
З.п. складається з двох берегових платформ, квиткова каса знаходиться на платформі, з якої відправляються поїзди на Москву-пас.-Київську, працює з 7 до 19 годин з тих. перервами, проте турнікетів немає. Зазвичай в Мічурінці зупиняються електрички, що прямують на Лісний Городок, Апрелєвку, Бекасово I та Нару.